# Tobias Fonnesbek
Tobias Fonnesbek Skals (ur. 12 kwietnia 1991) – duński zapaśnik walczący w stylu klasycznym. Siedemnasty na mistrzostwach świata w 2013. Jedenasty na mistrzostwach Europy w 2014. Zajął 23 miejsce na Igrzyskach europejskich w 2015. Zdobył trzy srebrne medale na mistrzostwach nordyckich w latach 2010 - 2014.
Mistrz Danii w: 2008, 2009 i 2014; a drugi w 2010 i 2013 roku.